# Аеродром Загреб
45° 44′ 35″ N 16° 04′ 08″ E / 45.74306° С; 16.06889° И
Аеродром „Фрањо Туђман” Загреб (хрв. Zračna luka „Franjo Tuđman“ Zagreb; : , : ) главни је међународни аеродром у Хрватској. Аеродром је удаљен 10km од центра Загреба. На Аеродрому Загреб (како се звао до средине 2017) смештене су техничке базе Кроација ерлајнса. Кроз аеродром је 2018. године прошло 3.336.310 путника.

## Историјат
Прво летилиште у Загребу настало је 1909. године у предграђу Чрномерец. Прва домаћа редовна линија је слетела на Аеродром Боронгај 15. фебруара 1928. Аеродром Загреб је на садашњој локацији (Плесо) отворен 20. априла 1962. године и био је техничка база Југословенског аеротранспорта.
Средином 2017. је под концесијом француске компаније отворена нова зграда терминала, те је стара избачена из функције. Исте године „Аеродром Загреб” је добио нови назив „Аеродром Фрањо Туђман”по имену првог хрватског председника.

## Авио-компаније и дестинације
Следеће авио-компаније користе Аеродром Загреб (април 2025.):
| Airlines              | Destinations |
| --------------------- | --- |
| Aegean Airlines       | Athens |
| Air France            | Paris–Charles de Gaulle |
| Air Serbia            | Belgrade |
| Air Transat           | Seasonal: Toronto–Pearson |
| Austrian Airlines     | Vienna |
| British Airways       | London–Heathrow |
| Croatia Airlines      | Amsterdam, Brussels, Copenhagen, Dubrovnik, Frankfurt, London–Heathrow, Mostar, Munich, Paris–Charles de Gaulle, Pula1, Rome–Fiumicino2, Sarajevo, Skopje, Split, Vienna, Zadar, Zurich Seasonal: Athens3, Barcelona, Berlin, Brač, Bucharest–Otopeni (resumes 1 July 2025), Hamburg (begins 1 July 2025), Madrid (begins 3 July 2025), Milan–Malpensa (resumes 2 June 2025), Prague (resumes 2 June 2025), Stockholm–Arlanda, Tirana Seasonal charter: Monastir, Tel Aviv |
| Eurowings             | Cologne/Bonn, Stuttgart |
| flydubai              | Dubai–International |
| FlyLili               | Seasonal charter: Tel Aviv (begins 21. мај 2025.) |
| Freebird Airlines     | Seasonal charter: Antalya |
| Iberia                | Seasonal: Madrid |
| KLM                   | Amsterdam |
| LOT Polish Airlines   | Warsaw–Chopin |
| Lufthansa             | Frankfurt, Munich |
| Norwegian Air Shuttle | Seasonal: Copenhagen |
| Pegasus Airlines      | Istanbul–Sabiha Gökçen |
| Qatar Airways         | Doha |
| Ryanair               | Alicante, Basel/Mulhouse, Beauvais, Bergamo, Charleroi, Dublin, Eindhoven, Gothenburg, Hahn, Karlsruhe/Baden-Baden, Lanzarote, London–Stansted, Málaga, Malta, Memmingen, Palermo, Paphos, Pisa, Rome–Fiumicino, Thessaloniki, Weeze Seasonal: Corfu, Girona, Kos, Malmö, Manchester, Marseille, Naples, Palma de Mallorca, Sandefjord, Sofia |
| Trade Air             | Osijek |
| Turkish Airlines      | Istanbul |
| T'way Air             | Seasonal: Seoul–Incheon |

Напомене
^1  Some flights to Pula operate with a stopover at Zadar.
^2  Flights to Rome-Fiumicino operate with a stopover at Split or Dubrovnik.
^3  Flights to Athens operate with a stop at Dubrovnik. Passengers can board or disembark aircraft.

## Карго
Следеће Карго авио-компаније користе Аеродром Загреб
- ДХЛ (Болоња, Келн/Бон, Лајпциг, Милано, Венеција)
- Емирејтс скај карго (Међународни аеродром Дубаи)
- МНГ ерлајнс (Истанбул-Ататурк, Париз Шарл де Гол)
- Катар ервејз карго (Доха)